# Віртуальна кімната даних
Віртуальна кімната даних (іноді її називають Virtual data room, VDR або Deal Room) — онлайн-сховище інформації, яке використовується для зберігання та розповсюдження документів. У багатьох випадках віртуальна кімната даних використовується для полегшення процесу належної перевірки під час транзакцій злиття та поглинання, синдикування кредитів або операцій з прямим капіталом і венчурним капіталом. Цей процес належної обачності традиційно використовує фізичну кімнату даних для розкриття документів. З міркувань вартості, ефективності та безпеки віртуальні кімнати даних широко замінили більш традиційні фізичні кімнати даних.
Віртуальна кімната даних — це екстранет, до якого учасники торгів та їхні консультанти мають доступ через Інтернет. Екстранет – це, по суті, веб-сайт з обмеженим контрольованим доступом, який використовує безпечний вхід, наданий постачальником, який може бути вимкнуто постачальником у будь-який час, якщо учасник відмовиться. Значна частина оприлюдненої інформації є конфіденційною, і на глядача накладаються обмеження на можливість передавати її третім особам (шляхом пересилання, копіювання або друку). Це можна ефективно застосувати для захисту даних за допомогою керування цифровими правами.
Віртуальна кімната даних надає авторизованим користувачам доступ до захищених документів через спеціальний веб-сайт або через захищені агентські програми.
У процесі злиття та поглинання кімната даних створюється як частина центрального сховища даних, що стосуються компаній або підрозділів, що купуються або продаються. Кімната даних дозволяє зацікавленим сторонам переглядати інформацію, що стосується бізнесу, у контрольованому середовищі, де можна зберегти конфіденційність. Традиційно це досягалося шляхом створення контрольованої фізичної кімнати даних у безпечних приміщеннях з контрольованим доступом. У більшості випадків у фізичній кімнаті даних доступ до кімнати може отримати лише одна команда учасників торгів. Віртуальна кімната даних розроблена таким чином, щоб мати ті ж переваги, що й звичайна кімната даних (контроль доступу, перегляд, копіювання та друк тощо), але має менше недоліків. Завдяки підвищеній ефективності багато підприємств і галузей промисловості перейшли на використання віртуальних кімнат даних замість фізичних кімнат даних. У 2006 році представник компанії, яка встановлює віртуальні кімнати угод, заявив, що цей процес скоротив процес торгів приблизно на тридцять днів порівняно з фізичними кімнатами даних.

## Застосування
Будь-який бізнес, який має справу з приватними даними, може застосовувати VDR, коли потрібна безпечна обробка транзакцій. Сюди входять фінансові установи, яким необхідно обговорювати конфіденційну інформацію про клієнтів без залучення третіх сторін. VDR традиційно використовувалися для IPO та управління активами нерухомості. Технологічні компанії можуть використовувати їх для обміну та перегляду коду або конфіденційних даних, необхідних для операцій. Те ж саме стосується клієнтів, які довіряють свій цінний код лише найбільш кваліфікованим людям в організації. Код – це не те, що можна роздрукувати і скласти в папку. Він знаходиться на комп'ютері і повинен використовуватися разом.
VDR може знайти застосування в будь-якому бізнесі, який керує даними у формі документів, особливо в юридичних фірмах, фінансових радниках або секторі B2B. Останні працюють з документами, які завжди потрібно обробляти та контролювати конфіденційно, і їх важко надійно зберігати, коли вони знаходяться на сервері, до якого інші люди можуть отримати доступ. Крім того, у B2B важливо закрити угоду якомога швидше: середній цикл продажів становить від одного до трьох місяців. VDR можна порівняти із закритою картотекою, де зберігаються всі ці папки та документи. Він автоматизує математику ціноутворення, щоб запобігти витоку доходу, і спочатку інтегрує CRM, щоб забезпечити точну синхронізацію всіх даних облікового запису, що важливо для B2B зокрема та продажі загалом.
Хоча віртуальні кімнати даних мають багато переваг, вони не підходять для кожної галузі. Наприклад, деякі уряди можуть вирішити продовжувати використовувати фізичні кімнати даних для обміну дуже конфіденційною інформацією. Шкода від потенційних кібератак і витоків даних перевищує переваги віртуальних кімнат даних. У таких випадках використання VDR не розглядається. Витоки даних особливо вплинули на систему охорони здоров’я США з березня 2021 року по березень 2022 року – за даними IBM Security, вартість витоку становила рекордну суму в 10,1 мільйона доларів США.